# Rokon (Motorrad)

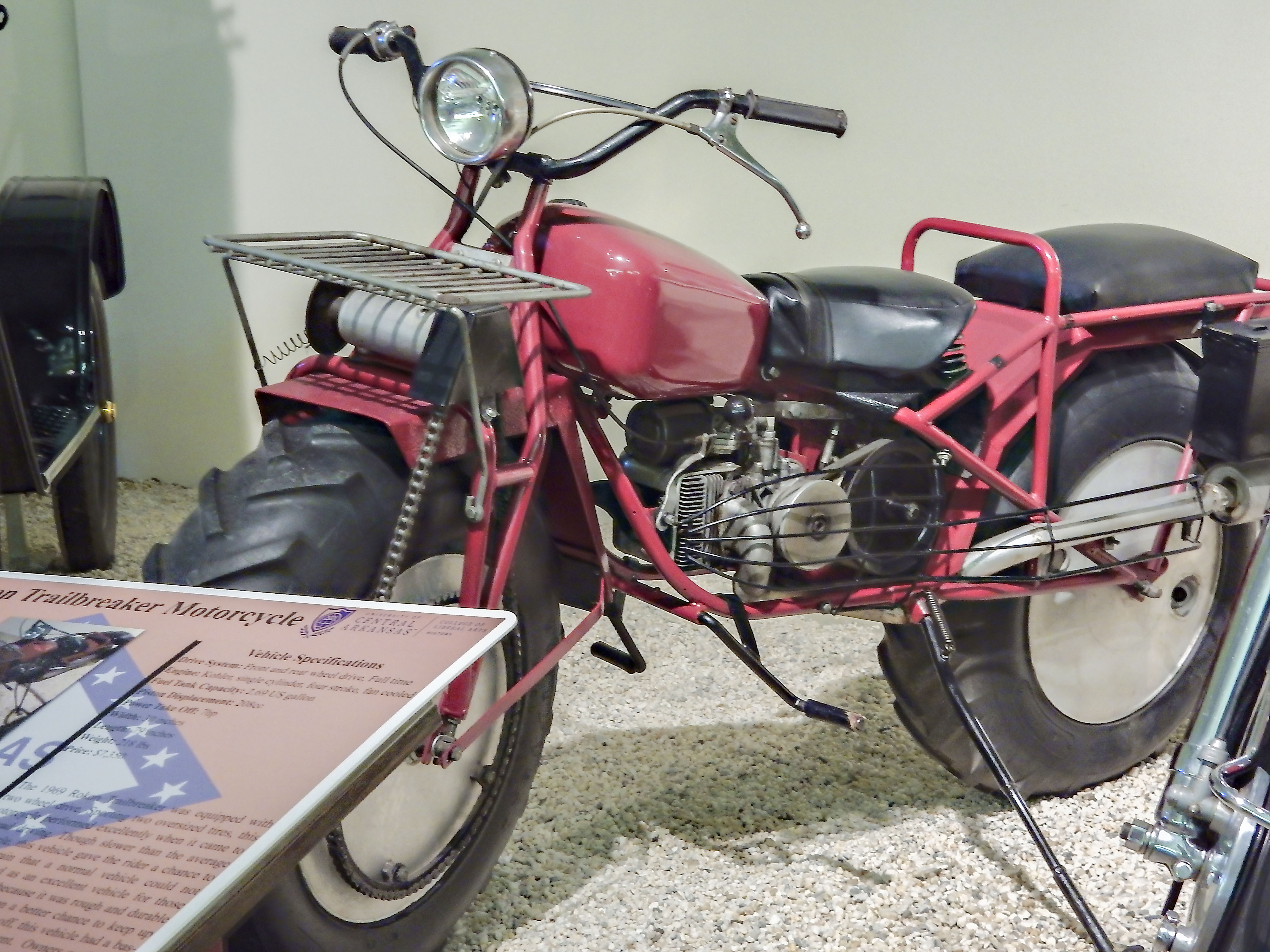
Rokon Trailbreaker (1969)

Rokon ist ein Motorradhersteller in Rochester (New Hampshire), Vereinigte Staaten. Er fertigt allradgetriebene Geländemotorräder.

## Geschichte
Das Fahrzeug wurde in seiner Urform von Charles Fehn entwickelt, der die Unternehmerfamilie Nethercutt als Investor gewinnen konnte. 1958 wurde der erste Prototyp fertiggestellt und 1963 die Serienproduktion der Rokon Trail-Breaker in Kalifornien in Sylmar (Los Angeles) aufgenommen.
1964 verkauften die Nethercutts die Firma an ihren erfolgreichsten Händler, Orla Larsen. Dieser führte 1965 den Namen Rokon ein (laut Larsen Rok-on gesprochen) und überarbeitete das Motorrad technisch. Zunächst wurde der Verkauf weiter aus Vermont betrieben, bevor die Firma nach New Hampshire umzog, wo sie – nach einem weiteren Umzug – bis heute ihren Sitz in Rochester hat.
1971 offerierte man eine Modellerweiterung, die Offroad-Maschine RT 340, die 1976 modifiziert (Mk II) und dann – zu spät – wieder aus dem Programm genommen wurde und ein gewaltiges Loch in der Firmenkasse hinterließ. Die Entwicklung einer neuen Modellpalette und das Finanzloch, das die RT 340 gerissen hatte, führten Rokon 1978 in den Konkurs.
Der Enthusiast Tom Blais kaufte die Rokon-Konkursmasse und führt die Produktion seither weiter. Jährlich werden ca. 400 bis 500 Rokon-Motorräder von einer 10-Mann-Belegschaft produziert, also ungefähr zwei Motorräder pro Arbeitstag, wobei die Produktionskapazität bei voller Auslastung etwa 1000 Motorräder per Jahr betragen würde.

## Konstruktion
Rokon-Motorräder sind mit Fliehkraftkupplung und einem automatischen stufenlosen Keilriemengetriebe ausgestattet. Der Fahrbereich (Höchstgeschwindigkeit) kann mit einem im Stand schaltbaren Dreigang-Vorgelege gewählt werden. Der Allradantrieb verteilt über Wellen, Winkel-getriebe und Ketten die Kraft auf Vorder- wie Hinterrad. Das Vorderrad hat einen Freilauf und kann daher in Kurven schneller drehen als das Hinterrad. In den ersten Jahren wurden die Fahrzeuge von Zweitaktmotoren des Außenbordmotorenherstellers  West Bend Company (US Motor/Chrysler Marine) mit 134 Kubikzentimeter Hubraum angetrieben und hatten eine Flüssigkeitskupplung, später wurden Viertaktmotoren von Honda oder Kohler mit rund 6 PS (4,5 kW) eingebaut. Die Räder beim Modell Trail-Breaker können gleichzeitig als Kanister für Wasser oder Treibstoff dienen; leer erzeugen sie so viel Auftrieb, dass die Trail-Breaker im Wasser schwimmt und so (bei abgeschaltetem Motor) Gewässer überquert werden können.
Die Motorräder sind nicht für hohe Geschwindigkeiten, sondern für höchste Geländegängigkeit auch im schwierigsten Terrain vorgesehen. Aktuelle Modelle sind der Trail-Breaker, der Ranger und der Scout. Sie haben Starrrahmen und ungefederte Gabeln, außer bei der Trail-Breaker. Diese ist vorn mit einer Kurzschwinge gefedert, die bei den anderen Modellen wahlweise erhältlich ist. Als Zubehör gibt es unter anderem Seitenwagen und Gepäck- oder Holzrückeanhänger. Über eine Zapfwelle können Arbeitsmaschinen wie etwa Pumpen und Stromgeneratoren am Motor der Rokon betrieben werden.
Das technische Konzept der Rokon scheint durchaus zukunftsfähig. Der Russe Alexander Y. Zinin entwickelte die Tarus, optisch der Rokon-Ranger sehr ähnlich, wobei die Tarus 2 zerlegbar ist (in 2 Taschen in den Kofferraum) und die Tarus 2m zusammengefaltet werden kann. Eine Serienproduktion gibt es mangels Geldgeber aktuell noch keine (Investoren werden gesucht), aber man kann Bausätze zum Selbstbau erwerben.
| Technische Daten    | Trail Braker                                                                                 | Scout                                                                                        | Ranger                                                                                       |
| ------------------- | -------------------------------------------------------------------------------------------- | -------------------------------------------------------------------------------------------- | -------------------------------------------------------------------------------------------- |
| Antrieb             | Permanenter Allradantrieb                                                                    | Permanenter Allradantrieb                                                                    | Permanenter Allradantrieb                                                                    |
| Motor               | Kohler, Einzylinder, Viertakt, gebläsegekühlt                                                | Kohler, Einzylinder, Viertakt, gebläsegekühlt                                                | Honda, Einzylinder, Viertakt, gebläsegekühlt                                                 |
| Hubraum             | 208 cm3                                                                                      | 208 cm3                                                                                      | 160 cm3                                                                                      |
| Leistung            | 7 HP (5,2 kW) bei 3.600 min−1                                                                | 7 HP (5,2 kW) bei 3.600 min−1                                                                | 5 HP (3,7 kW) bei 3.600 min−1                                                                |
| Drehmoment          | 9,1 ft·lb (12,4 Nm) bei 2800 min−1                                                           | 9,1 ft·lb (12,4 Nm) bei 2800 min−1                                                           | 8,0 ft·lb (10,9 Nm) bei 2500 min−1                                                           |
| Kraftübertragung    | Automatisches Keilriemengetriebe mit Dreigang-Vorgelege                                      | Automatisches Keilriemengetriebe mit Dreigang-Vorgelege                                      | Automatisches Keilriemengetriebe mit Dreigang-Vorgelege                                      |
| Geschwindigkeiten   | 1. Gang 0–10 mph (16 km/h) 2. Gang 0–20 mph (32 km/h) 3. Gang 0–35 mph (56 km/h)             | 1. Gang 0–10 mph (16 km/h) 2. Gang 0–20 mph (32 km/h) 3. Gang 0–35 mph (56 km/h)             | 1. Gang 0–10 mph (16 km/h) 2. Gang 0–22 mph (35 km/h) 3. Gang 0–30 mph (48 km/h)             |
| Tankinhalt          | 2,69 US gal (10,0 L)                                                                         | 2,69 US gal (10,0 L)                                                                         | 2,69 US gal (10,0 L)                                                                         |
| Treibstoff          | Bleifreies Benzin                                                                            | Bleifreies Benzin                                                                            | Bleifreies Benzin                                                                            |
| Bremsen             | Hydraulisch betätigte Scheibenbremse vorne und hinten, mit am Lenker montierten Bedienhebeln | Hydraulisch betätigte Scheibenbremse vorne und hinten, mit am Lenker montierten Bedienhebeln | Hydraulisch betätigte Scheibenbremse vorne und hinten, mit am Lenker montierten Bedienhebeln |
| Anlasser            | Elektrostarter und Seilzugstarter mit Kompressionsfreigabe                                   | Elektrostarter und Seilzugstarter mit Kompressionsfreigabe                                   | Seilzugstarter                                                                               |
| Zündung             | Elektronische Magnetzündung                                                                  | Elektronische Magnetzündung                                                                  | Elektronische Magnetzündung                                                                  |
| Elektrisches System | 12 Volt                                                                                      | 12 Volt                                                                                      | 12 Volt                                                                                      |
| Auspuff             | Schalldämpfer und von US-Forstbehörde zugelassenem Funkenfänger                              | Schalldämpfer und von US-Forstbehörde zugelassenem Funkenfänger                              | Schalldämpfer und von US-Forstbehörde zugelassenem Funkenfänger                              |
| Vergaser            | Vergaser mit fester Düse (optional Düse für große Höhen verfügbar)                           | Vergaser mit fester Düse (optional Düse für große Höhen verfügbar)                           | Vergaser mit fester Düse (optional Düse für große Höhen verfügbar)                           |
| Luftfilter          | Trockenfilter mit Schaumstoff als zweite Stufe                                               | Trockenfilter mit Schaumstoff als zweite Stufe                                               | Trockenfilter                                                                                |
| Steigfähigkeit      | 60 Prozent                                                                                   | 60 Prozent                                                                                   | 60 Prozent                                                                                   |

## RT340 TCR Automatic
1974 baute Rokon die „RT340 TCR Automatic“ für Querfeldeinfahrten in nicht so schwerem Gelände. Deren für Motorsägen konzipierter Motor hatte einen Seilzugstarter. Das Modell hatte nur Hinterradantrieb und ein ursprünglich für Schneemobile konstruiertes stufenloses Getriebe (CVT) von Salsbury. Die RT340 TCR Automatic war ein finanzielles Desaster für Rokon.